# Тюни, Эмманюэль
Эммануэ́ль Тюни́ (фр. Emmanuel Tugny; род. 23 сентября 1968, Ренн, Бретань) — французский писатель и музыкант, а также переводчик с португальского языка. Настоящее имя — Ронан Прижан.
Опубликовал более десяти книг, а также переводы бразильских, итальянских и испанских авторов, несколько сольных и, в качестве участника, альбомов.
Как музыкант и автор песен сотрудничал с французскими, валлийским и польским исполнителями.
Работал дипломатом в Бразилии, Италии, России, Египте.
Преподавал литературу.
Эммануэль Тюни — обозреватель бразильской ежедневной газеты O Correio do Povo. 
Награжден французскими орденами Академической пальмовой ветви и Искусств и литературы. Доктор филологии.

## Деятельность

### Музыка
Эммануэль Тюни — автор, композитор и исполнитель музыкальных композиций. В 2006 году вместе с Клер Вайе (Claire Vailler) и Жаком Элем (Jacques El) он создает группу Molypop. В октябре 2008 года студия звукозаписи LaureLipop/Socadisc выпускает первый диск группы, Sous la Barque (quand on creuse). Первый сольный альбом Эммануэля Тюни, Só, выходит в сентябре 2009 года., польским артистом и певцом Михалем (Michal), французским исполнителем и писателем Ивом Симоном (Yves Simon) и французской исполнительницей Дани (Dani).
Эммануэлю Тюни и Оливье Меллано принадлежит идея создания проекта Ralbum rouge, объединившего в 2008 году музыкантов и писателей: Эрика Шевийяра (Éric Chevillard), Франсуа Бона (François Bon) и других.

### Прочее
Эммануэль Тюни носит почётное звание агреже по литературе и является доктором филологических наук. Преподавал литературу, работал в качестве дипломата в Сан-Паулу, Венеции, Порту-Алегри, Екатеринбурге. Инспектор образовательных и культурно-художественных программ. В 2006 году Эммануэль Тюни стал кавалером ордена Академической пальмовой ветви, а в июле 2009 года — кавалером ордена Искусств и литературы.
Эммануэль Тюни — автор редакционных статей для ежедневной бразильской газеты O Correio do Povo.

## Научные степени и награды
- агреже по литературе
- доктор филологических наук,
- кавалер ордена Академической пальмовой ветви,
- кавалер ордена Искусств и литературы.

## Дискография
Molypop
- Sous la Barque (quand on creuse) (2008, LaureLipop/Socadisc)

Сольно
- Só (2009, LaureLipop/Socadisc)
- EmilyandIwe by Emmanuel Tugny and The Lady Guaiba’s Swing Band (2010, Vila Mariana/Socadisc)

Коллективный альбом
- Ralbum rouge (2008, Léo Scheer)

Музыкальный отрывок
- L’Herbe verte (pour Claire un dernier mot) (Tugny/Tugny), juillet 2006. Эммануэль Тюни: голос, гитара, ситар, контрабас, ударные инструменты, колокольчики, перкуссия. Голос : Пьер Реверди (Pierre Reverdy, Encore l’amour, 1939. Реализация: Жак Эль (Jacques El).